# Fed Cup 2011 – blok C 1. skupiny zóny Evropy a Afriky

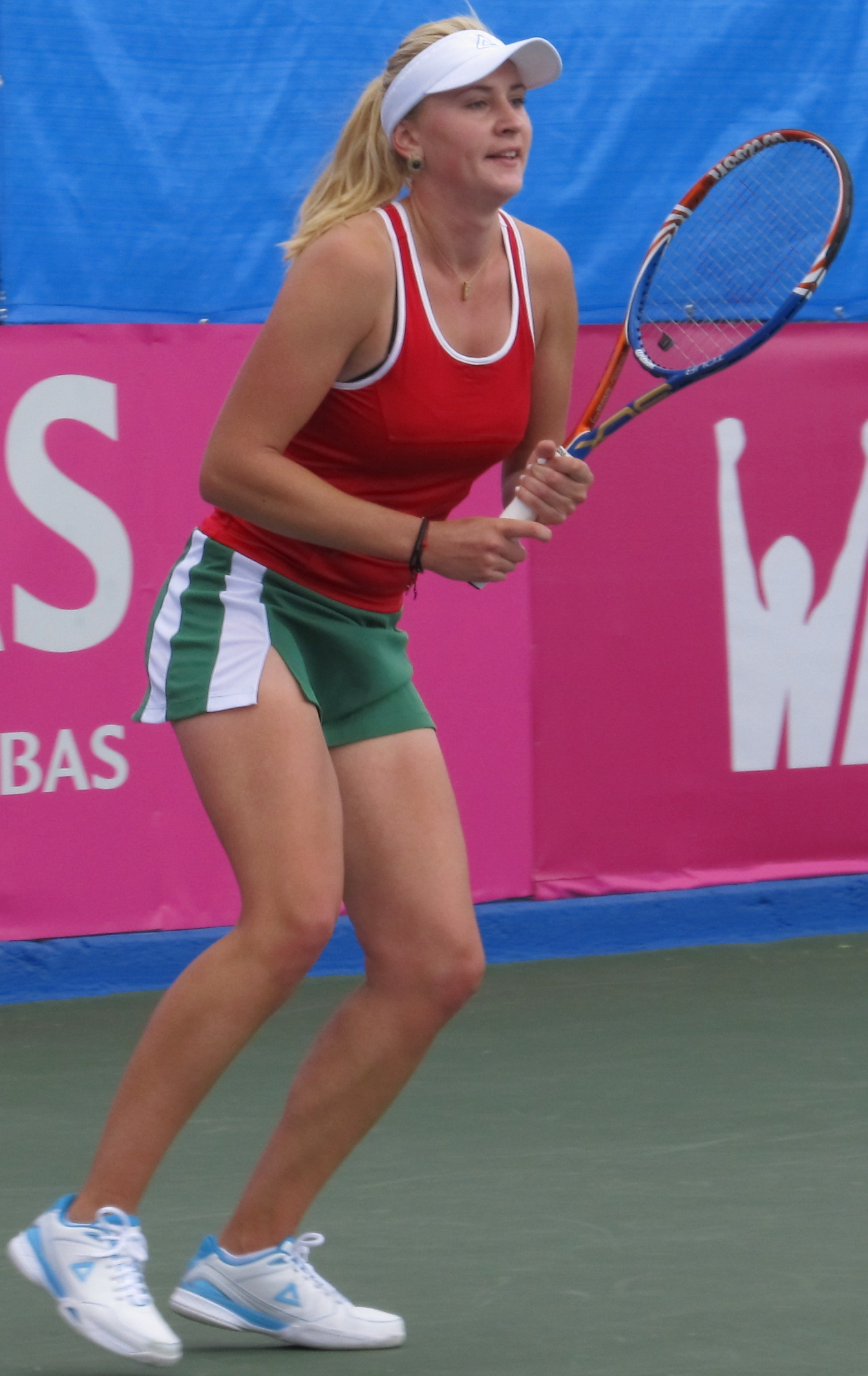
Běloruska Govorcovová v utkání s Rakušankou Patricií Mayrovou-Achleitnerovou

Blok C 1. skupiny zóny Evropy a Afriky Fed Cupu 2011 představoval jednu ze čtyř podskupin 1. skupiny. Hrálo se mezi 2. až 5. únorem v areálu Municipal Tennis Club izraelského Ejlatu venku na dvorcích s tvrdým povrchem. 
Čtyři týmy se utkaly ve vzájemných zápasech. Vítěz sehrál zápas s vítězem bloku B o účast v baráži Světové skupiny II pro rok 2012. Družstvo z druhého místa se střetlo s druhým z bloku A o konečné 5. až 8. místo 1. skupiny. Třetí tým sehrál utkání o 9. až 12. místo s třetím z bloku B a čtvrtý v klasifikaci nastoupil k zápasu o udržení s posledním z bloku A. Poražený sestoupil do 2. skupiny zóny.

## Blok C
|     |            | Bělorusko | Rakousko | Chorvatsko | Řecko | Zápasy V/P | Sety V/P | Hry V/P | Pořadí |
| 26. | Bělorusko  |           | 3–0      | 3–0        | 3–0   | 3–0        | 17–0     | 104–30  | 1.     |
| 30. | Rakousko   | 0–3       |          | 0–3        | 3–0   | 1–2        | 8–13     | 51–86   | 3.     |
| 38. | Chorvatsko | 0–3       | 3–0      |            | 0–3   | 1–2        | 9–14     | 92–115  | 2.     |
| 44. | Řecko      | 0–3       | 0–3      | 3–0        |       | 1–2        | 7–15     | 73–108  | 4.     |

- V/P – výhry/prohry

## Zápasy

### Bělorusko vs. Rakousko
| | Bělorusko | 3 :                                                                                       | 0   | Rakousko |    |  |
| --- | --------- | ----------------------------------------------------------------------------------------- | --- | -------- | -- |  |
| Municipal Tennis Club, Ejlat, Izrael 2. února 2011 tvrdý (venku) |           |                                                                                           |     |          |    |  |
| \| \| \| \| 1. \| 2. \| 3. \| \| \| -- \| \| ----------------------------------------------------------------------------------------- \| --- \| --- \| -- \| \| \| 1. \| \| Olga Govorcovová Patricia Mayrová-Achleitnerová \| 6 2 \| 6 1 \| \| \| \| 2. \| \| Viktoria Azarenková Sybille Bammerová \| 6 4 \| 6 1 \| \| \| \| 3. \| \| Darja Kustovová / Taťána Pučeková Sandra Klemenschitsová / Patricia Mayrová-Achleitnerová \| 6 0 \| 6 2 \| \| \| \| \| \| \| \| \| \| \| \| \| \| \| \| \| \| \| \| \| \| \| \| \| \| \| \| \| \| \| \| \| \| \| \| \| \| \| \| \| \| \| |           |                                                                                           |     |          |    |  |
| |           |                                                                                           | 1.  | 2.       | 3. |  |
| 1. |           | Olga Govorcovová Patricia Mayrová-Achleitnerová                                           | 6 2 | 6 1      |    |  |
| 2. |           | Viktoria Azarenková Sybille Bammerová                                                     | 6 4 | 6 1      |    |  |
| 3. |           | Darja Kustovová / Taťána Pučeková Sandra Klemenschitsová / Patricia Mayrová-Achleitnerová | 6 0 | 6 2      |    |  |
| |           |                                                                                           |     |          |    |  |
| |           |                                                                                           |     |          |    |  |
| |           |                                                                                           |     |          |    |  |
| |           |                                                                                           |     |          |    |  |
| |           |                                                                                           |     |          |    |  |

### Chorvatsko vs. Řecko
| | Chorvatsko | 0 :                                                                      | 3   | Řecko |     |  |
| --- | ---------- | ------------------------------------------------------------------------ | --- | ----- | --- |  |
| Municipal Tennis Club, Ejlat, Izrael 2. února 2011 tvrdý (venku) |            |                                                                          |     |       |     |  |
| \| \| \| \| 1. \| 2. \| 3. \| \| \| -- \| \| ------------------------------------------------------------------------ \| --- \| --- \| --- \| \| \| 1. \| \| Jelena Pandžićová Eirini Georgatouová \| 6 2 \| 1 6 \| 4 6 \| \| \| 2. \| \| Ajla Tomljanovićová Eleni Daniilidou \| 6 4 \| 3 6 \| 4 6 \| \| \| 3. \| \| Ani Mijačiková / Silvia Njirićová Eleni Daniilidou / Eirini Georgatouová \| 3 6 \| 6 2 \| 2 6 \| \| \| \| \| \| \| \| \| \| \| \| \| \| \| \| \| \| \| \| \| \| \| \| \| \| \| \| \| \| \| \| \| \| \| \| \| \| \| \| \| \| |            |                                                                          |     |       |     |  |
| |            |                                                                          | 1.  | 2.    | 3.  |  |
| 1. |            | Jelena Pandžićová Eirini Georgatouová                                    | 6 2 | 1 6   | 4 6 |  |
| 2. |            | Ajla Tomljanovićová Eleni Daniilidou                                     | 6 4 | 3 6   | 4 6 |  |
| 3. |            | Ani Mijačiková / Silvia Njirićová Eleni Daniilidou / Eirini Georgatouová | 3 6 | 6 2   | 2 6 |  |
| |            |                                                                          |     |       |     |  |
| |            |                                                                          |     |       |     |  |
| |            |                                                                          |     |       |     |  |
| |            |                                                                          |     |       |     |  |
| |            |                                                                          |     |       |     |  |

### Bělorusko vs. Chorvatsko
| | Bělorusko | 3 :                                                                      | 0   | Chorvatsko |    |  |
| --- | --------- | ------------------------------------------------------------------------ | --- | ---------- | -- |  |
| Municipal Tennis Club, Ejlat, Izrael 3. února 2011 tvrdý (venku) |           |                                                                          |     |            |    |  |
| \| \| \| \| 1. \| 2. \| 3. \| \| \| -- \| \| ------------------------------------------------------------------------ \| --- \| --- \| -- \| \| \| 1. \| \| Olga Govorcovová Ani Mijačiková \| 6 2 \| 6 2 \| \| \| \| 2. \| \| Viktoria Azarenková Jelena Pandžićová \| 6 3 \| 6 1 \| \| \| \| 3. \| \| Darja Kustovová / Taťána Pučeková Silvia Njirićová / Ajla Tomljanovićová \| 6 2 \| 6 4 \| \| \| \| \| \| \| \| \| \| \| \| \| \| \| \| \| \| \| \| \| \| \| \| \| \| \| \| \| \| \| \| \| \| \| \| \| \| \| \| \| \| \| |           |                                                                          |     |            |    |  |
| |           |                                                                          | 1.  | 2.         | 3. |  |
| 1. |           | Olga Govorcovová Ani Mijačiková                                          | 6 2 | 6 2        |    |  |
| 2. |           | Viktoria Azarenková Jelena Pandžićová                                    | 6 3 | 6 1        |    |  |
| 3. |           | Darja Kustovová / Taťána Pučeková Silvia Njirićová / Ajla Tomljanovićová | 6 2 | 6 4        |    |  |
| |           |                                                                          |     |            |    |  |
| |           |                                                                          |     |            |    |  |
| |           |                                                                          |     |            |    |  |
| |           |                                                                          |     |            |    |  |
| |           |                                                                          |     |            |    |  |

### Rakousko vs. Řecko
| | Rakousko | 3 :                                                                                       | 0   | Řecko |     |  |
| --- | -------- | ----------------------------------------------------------------------------------------- | --- | ----- | --- |  |
| Municipal Tennis Club, Ejlat, Izrael 3. února 2011 tvrdý (venku) |          |                                                                                           |     |       |     |  |
| \| \| \| \| 1. \| 2. \| 3. \| \| \| -- \| \| ----------------------------------------------------------------------------------------- \| --- \| --- \| --- \| \| \| 1. \| \| Patricia Mayrová-Achleitnerová Eirini Georgatouová \| 4 6 \| 6 3 \| 6 3 \| \| \| 2. \| \| Sybille Bammerová Eleni Daniilidou \| 7 5 \| 6 3 \| \| \| \| 3. \| \| Melanie Klaffnerová / Sandra Klemenschitsová Eirini Georgatouová / Despina Papamichailová \| 6 2 \| 6 1 \| \| \| \| \| \| \| \| \| \| \| \| \| \| \| \| \| \| \| \| \| \| \| \| \| \| \| \| \| \| \| \| \| \| \| \| \| \| \| \| \| \| \| |          |                                                                                           |     |       |     |  |
| |          |                                                                                           | 1.  | 2.    | 3.  |  |
| 1. |          | Patricia Mayrová-Achleitnerová Eirini Georgatouová                                        | 4 6 | 6 3   | 6 3 |  |
| 2. |          | Sybille Bammerová Eleni Daniilidou                                                        | 7 5 | 6 3   |     |  |
| 3. |          | Melanie Klaffnerová / Sandra Klemenschitsová Eirini Georgatouová / Despina Papamichailová | 6 2 | 6 1   |     |  |
| |          |                                                                                           |     |       |     |  |
| |          |                                                                                           |     |       |     |  |
| |          |                                                                                           |     |       |     |  |
| |          |                                                                                           |     |       |     |  |
| |          |                                                                                           |     |       |     |  |

### Bělorusko vs. Řecko
| | Bělorusko | 3 :                                                                          | 0   | Řecko |    |       |
| --- | --------- | ---------------------------------------------------------------------------- | --- | ----- | -- | ----- |
| Municipal Tennis Club, Ejlat, Izrael 4. února 2011 tvrdý (venku) |           |                                                                              |     |       |    |       |
| \| \| \| \| 1. \| 2. \| 3. \| \| \| -- \| \| ---------------------------------------------------------------------------- \| --- \| --- \| -- \| ----- \| \| 1. \| \| Olga Govorcovová Eirini Georgatouová \| 6 2 \| 6 3 \| \| \| \| 2. \| \| Viktoria Azarenková Eleni Daniilidou \| 6 0 \| 2 0 \| \| skreč \| \| 3. \| \| Darja Kustovová / Taťána Pučeková Anna Gerasimouová / Despina Papamichailová \| 6 0 \| 6 1 \| \| \| \| \| \| \| \| \| \| \| \| \| \| \| \| \| \| \| \| \| \| \| \| \| \| \| \| \| \| \| \| \| \| \| \| \| \| \| \| \| \| \| |           |                                                                              |     |       |    |       |
| |           |                                                                              | 1.  | 2.    | 3. |       |
| 1. |           | Olga Govorcovová Eirini Georgatouová                                         | 6 2 | 6 3   |    |       |
| 2. |           | Viktoria Azarenková Eleni Daniilidou                                         | 6 0 | 2 0   |    | skreč |
| 3. |           | Darja Kustovová / Taťána Pučeková Anna Gerasimouová / Despina Papamichailová | 6 0 | 6 1   |    |       |
| |           |                                                                              |     |       |    |       |
| |           |                                                                              |     |       |    |       |
| |           |                                                                              |     |       |    |       |
| |           |                                                                              |     |       |    |       |
| |           |                                                                              |     |       |    |       |

### Rakousko vs. Chorvatsko
| | Rakousko | 0 :                                                                               | 3   | Chorvatsko |     |  |
| --- | -------- | --------------------------------------------------------------------------------- | --- | ---------- | --- |  |
| Municipal Tennis Club, Ejlat, Izrael 4. února 2011 tvrdý (venku) |          |                                                                                   |     |            |     |  |
| \| \| \| \| 1. \| 2. \| 3. \| \| \| -- \| \| --------------------------------------------------------------------------------- \| --- \| ---- \| --- \| \| \| 1. \| \| Patricia Mayrová-Achleitnerová Ani Mijačiková \| 6 4 \| 62 7 \| 5 7 \| \| \| 2. \| \| Sybille Bammerová Ajla Tomljanovićová \| 6 4 \| 60 7 \| 1 6 \| \| \| 3. \| \| Melanie Klaffnerová / Sandra Klemenschitsová Ani Mijačiková / Ajla Tomljanovićová \| 2 6 \| 3 6 \| \| \| \| \| \| \| \| \| \| \| \| \| \| \| \| \| \| \| \| \| \| \| \| \| \| \| \| \| \| \| \| \| \| \| \| \| \| \| \| \| \| \| |          |                                                                                   |     |            |     |  |
| |          |                                                                                   | 1.  | 2.         | 3.  |  |
| 1. |          | Patricia Mayrová-Achleitnerová Ani Mijačiková                                     | 6 4 | 62 7       | 5 7 |  |
| 2. |          | Sybille Bammerová Ajla Tomljanovićová                                             | 6 4 | 60 7       | 1 6 |  |
| 3. |          | Melanie Klaffnerová / Sandra Klemenschitsová Ani Mijačiková / Ajla Tomljanovićová | 2 6 | 3 6        |     |  |
| |          |                                                                                   |     |            |     |  |
| |          |                                                                                   |     |            |     |  |
| |          |                                                                                   |     |            |     |  |
| |          |                                                                                   |     |            |     |  |
| |          |                                                                                   |     |            |     |  |